# Латенас, Фаустас
Фаустас Латенас (Faustas Latėnas) (16.05.1956, Дусетос, Литовская ССР, — 03.11.2020, Вильнюс, Литва) — литовский и советский композитор, автор музыки ко многим спектаклям Театра имени Вахтангова (2002—2020).
Окончил Каунасское музыкальное училище (1975, класс Гедрюса Антанаса Купревичюса) и Литовскую государственную консерваторию (1980, класс Эдуардаса Бальсиса).
В 1979—1989 годах музыкальный руководитель, с 1989 по 1991 год директор Кукольного театра «Леле» (Вильнюс).
С 1991 по 1995 год музыкальный руководитель, в 1995—1996 гг. худрук Вильнюсского Малого театра.
В 1996 году заместитель министра культуры Литвы. В 1996—1997 и 1999—2000 гг. директор Национального драматического театра.
С 2000 по 2005 год директор Вильнюсского Малого театра. Заместитель министра культуры (2005—2006), советник премьер-министра по культуре (2006—2008).
В 2011—2012 гг. — атташе по культуре Посольства Литвы в Москве. С 2012 по 2016 год советник премьер-министра по культуре.
Автор камерной музыки, вокальных и хоровых произведений, произведений для оркестра и сольных инструментов. В качестве композитора много работал в театре, кино и на телевидении.
Написал музыку к 9 фильмам и около 200 спектаклям, поставленным в театрах Литвы и России. Соавтор спектаклей Эймунтаса Някрошюса и Римаса Туминаса, сотрудничал с Юрием Бутусовым,  Константином Богомоловым, Владимиром Мирзоевым.
Музыка к спектаклям Театра имени Вахтангова: Ревизор (2002), Троил и Крессида (2008), Последние луны (2008), Дядя Ваня (2009), Маскарад (2010), Мера за меру (2010), Ветер шумит в тополях (2011), Принцесса Ивонна (2011), Пристань (2011), Евгений Онегин (2013), Улыбнись нам, Господи (2014), Безумный день, или Женитьба Фигаро (2014), Девичник над вечным покоем (2016), Гроза (2016), Царь Эдип (2016), Очарованный странник (2017), (Фальшивая нота (2018), Дневник Анны Франк (2019), Легенда о Хромоножке (2020), Ромул Великий (2020).
Другие российские театры:
- «Играем Шиллера!» (реж. Р. Туминас, Театр «Современник», Москва), 2000;
- А. С. Грибоедов «Горе от ума» (реж. Р. Туминас, Театр «Современник», Москва), 2007;
- А. Грин «Алые паруса» (реж. Р. Банионис, «Балтийский дом», г. Санкт-Петербург), 2008;
- А. П. Чехов «Чайка» (реж. Ю. Бутусов, театр «Сатирикон», Москва), 2011;
- А. П. Чехов «Чайка» (реж. К. Богомолов, Театр п/р О. Табакова, Москва), 2011;
- А. П. Чехов «Три сестры» (реж. Ю. Бутусов, Театр имени Ленсовета, Санкт-Петербург), 2014;
- Ю. Фоссе «Сон об осени» (реж. Ю. Бутусов, Театр имени Ленсовета, Санкт-Петербург), 2016
- С. Клычков «Сахарный немец» (реж У. Баялиев, МХТ имени А. П. Чехова, Москва), 2019;
- Ф. Зеллер «Сын» (реж. Ю. Бутусов, РАМТ, Москва), 2020.

Другие иностранные театры:
- Мольер «Дон Жуан» (реж. Р. Туминас, Национальный театр Исландии, Рейкьявик, Исландия), 1995;
- А. П. Чехов «Три сестры» (реж. Р. Туминас, Национальный театр Исландии, Рейкьявик), 1997;
- К. Гольдони «Труфальдино, или слуга двух господ» (реж. Р. Туминас, Театр-студия в Варшаве, Польша), 2006;
- А. П. Чехов «Вишневый сад» (реж. Р. Туминас, театр Гётеборга, Швеция), 2006;

Литовский государственный академический драматический театр:
- Дж. М. Барри «Питер Пен» (реж. И. Бучене, 1976);
- А. Кутерницкий «Вариации феи Драже» (реж. Р. Туминас, 1982);
- Евг. Шварц «Снежная королева» (реж. Р. Туминас, 1983);
- Дж. Осборн «Комедианты» (реж. Г. Вацявичюс, 1983);
- Хиггинс «Гарольд и Мод» (реж. Д. Тамулявичюте, 1983);
- Г. Мюллер «Тихая ночь» (реж. Р. Туминас, 1984);
- Р. Ланкаускас «Гости, прибывающие перед бурей, или печенье с гвоздикой» (реж. Р. Туминас, 1985);
- А. Кутерницкий «Как будто мы не знакомы» (реж. Р. Туминас, 1985);
- Ю. Грушас «Пий неразумный» (реж. И. Бучене, 1985);
- А. Галин «Снова туда, где море огней» (реж. Р. Туминас, 1986);
- А. Фугард «Здесь живут люди» (реж. Р. Туминас, 1986);
- В. Кукулас, Р. Туминас «Здесь не будет смерти» (реж. Р. Туминас, 1988).

Награды:
- лауреат Государственной премии Литовской ССР.
- 2011 — Международная театральная премия им. Константина Станиславского.
- 2013 — Национальная премия Литвы в области культуры и искусства.
- 2020 — Международная премия «Балтийская звезда».

Умер в Вильнюсе в машине скорой помощи 3 ноября 2020 года от остановки сердца. Похоронен на кладбище Антакалнис.